# OGAW-Richtlinie
Die OGAW-Richtlinie mit Langnamen Richtlinie 85/611/EWG des Rates vom 20. Dezember 1985 zur Koordinierung der Rechts- und Verwaltungsvorschriften betreffend bestimmte Organismen für gemeinsame Anlagen in Wertpapieren (OGAW) ist eine europäische Richtlinie, die spezielle Anforderungen an Fonds und ihre Verwaltungsgesellschaften definiert. Einen Schwerpunkt bildet hierbei die Regelung der zulässigen Vermögensgegenstände, in die ein Organismus für gemeinsame Anlagen in Wertpapieren (OGAW) investieren darf. Detaillierte Vorschriften zu diesem Thema sind in der Durchführungsrichtlinie Richtlinie 2007/16/EG der EU-Kommission enthalten.

## Bezeichnung
OGAW ist die Abkürzung für „Organismus für gemeinsame Anlagen in Wertpapieren“ (englisch: UCITS für Undertakings for Collective Investments in Transferable Securities; französisch: OPCVM für Organisme de placement collectif en valeurs mobilières). Im europäischen Rechtsrahmen versteht man darunter Investmentfonds, die in gesetzlich definierte Arten von Wertpapieren und anderen Finanzinstrumenten investieren (Wertpapierfonds).

## Inhalt und Ziele
OGAW unterliegen der Zulassungspflicht und werden von der Finanzaufsicht (in Deutschland von der BaFin) überwacht. Die OGAW-Richtlinie schreibt ferner eine Reihe von Pflichtinformationen für Anleger vor. Hierzu gehören der ausführliche und der vereinfachte Verkaufsprospekt sowie die Jahres- und Halbjahresberichte. Auf diese Weise sollen einheitliche Standards beim Anlegerschutz gewährleistet und das grenzüberschreitende Angebot von Investmentfonds erleichtert werden. OGAW profitieren vom „Europa-Pass“, der es ihnen gestattet, vorbehaltlich einer Anzeige in allen EWR-Staaten (EU plus Norwegen, Liechtenstein und Island) öffentlich angeboten zu werden, sofern sie über eine Zulassung in ihrem Herkunftsland verfügen.
Im Juli 2008 hat die EU-Kommission einen Entwurf zur Überarbeitung der OGAW-Richtlinie (OGAW IV, englisch UCITS IV) vorgelegt, der auf weitere Integration des europäischen Fondsmarktes abzielt. Geplant ist insbesondere, das Anzeigeverfahren für den grenzüberschreitenden Vertrieb zu vereinfachen, grenzüberschreitende Fondsfusionen zu ermöglichen und mit den Basisinformationsblättern (BIB) ein neues Konzept der Anlegerinformation einzuführen, welches den bisherigen vereinfachten Verkaufsprospekt ablösen soll.

## Verkündung und Umsetzung
Diese Änderungen sind in der Richtlinie 2009/65/EG des Europäischen Parlaments und des Rates vom 13. Juli 2009 zur Koordinierung der Rechts- und Verwaltungsvorschriften betreffend bestimmte Organismen für gemeinsame Anlagen in Wertpapieren (OGAW) (ABl. L 302 vom 17. November 2009, S. 32) verkündet worden und ersetzen die alte OGAW-Richtlinie Richtlinie 85/611/EWG. Zu ihrer weiteren Durchführung wurden unter anderem die Richtlinie 2010/43/EU und Richtlinie 2010/44/EU geschaffen. Die Umsetzung in deutsches Recht geschah durch Änderung des Investmentgesetzes zum 1. Juli 2011. Dieses wurde zum 22. Juli 2013 durch das Kapitalanlagegesetzbuch abgelöst.